# پریویلج استایل
پریویلج استایل (به انگلیسی: Privilege Style) یک شرکت هواپیمایی با کد یاتا P6 است که در تاریخ ۲۰۰۳ میلادی تأسیس شده است. دفتر مرکزی پریویلج استایل در پالما د مایورکا، اسپانیا واقع شده‌است و قطب این شرکت هواپیمایی در فرودگاه مادرید-باراخاس قرار دارد.